# Myxodagnus
Myxodagnus es un género de peces de la familia de los dactiloscópidos en el orden de los Perciformes. Se distribuyen por mares tropicales de Centroamérica.

## Especies
Existen las siguientes especies en este género:
- Myxodagnus belone (Böhlke, 1968)
- Myxodagnus macrognathus (Hildebrand, 1946) - Miraestrellas picolargo.
- Myxodagnus opercularis (Gill, 1861) - Miraestrellas virote.
- Myxodagnus sagitta (Myers y Wade, 1946) - Mirador de estrellas flecha.
- Myxodagnus walkeri (Dawson, 1976)